# Higher Education Press
Higher Education Press («Издательство Высшего образования», кит. 高等教育出版社, пиньинь Gāoděng jiàoyù chūbǎnshè) — одно из крупнейших и самых известных издательств Китая, занимающееся изданием научной литературы и учебников для высших учебных заведений. Существует более 50 лет, за которые область деятельности расширилась с учебников, до издания современной научной литературы, электронных книг, создания онлайн ресурсов для высшего профессионального образования.